# Spree-Prinzessin
Spree-Prinzessin war der letzte Name eines deutschen Fahrgastschiffes.

## Geschichte
Das Schiff wurde 1953 auf der Franke-Werft in Berlin-Spandau für die Reederei Hans Liptow gebaut und erhielt den Namen Brigitte. Es hatte eine Länge von 22,00 Metern und den Motor im Vorschiff. 1965 ließ Hans Liptow die Brigitte auf 32,00 Meter verlängern. Mit dem Kauf der Reederei Liptow am 9. April 1974 übernahm Heinz Riedel auch die Brigitte.
Im Jahr 2000 erfuhr das Schiff auf der Schiffswerft Georg Placke GmbH in Aken an der Elbe seinen vorerst letzten Umbau, der fast einem Neubau glich. Das bisher 32,00 Meter lange Schiff wurde am Heck zunächst um 6,00 Meter verkürzt und dann um 14,00 Meter verlängert, wodurch es auf fast 40,00 Meter kam. Der Schiffsboden wurde komplett erneuert, der Maschinenraum von vorn nach achtern verlegt, und es wurden ein Schottelantrieb und ein neues Stromaggregat eingebaut. Der Gastronomiebereich wurde völlig erneuert, das Schiff erhielt neue Fenster, eine Stabilisierung für das Oberdeck und ein versenkbares Steuerhaus. Der abschließende Innenausbau fand in Berlin statt. Nur das Vorschiff des Schiffes, das nun den Namen Spree-Prinzessin trug, erinnerte noch etwas an die ehemalige Brigitte.

### Berliner Märchenschiff
Ab 2004 fuhr die Spree-Prinzessin jedes Jahr im Sommer als Berliner Märchenschiff auf den Berliner Gewässern. Die Aktion wurde von der Bundesregierung, von Politikern, von Diplomaten, von Künstlern sowie vom Verein Märchenland unterstützt.

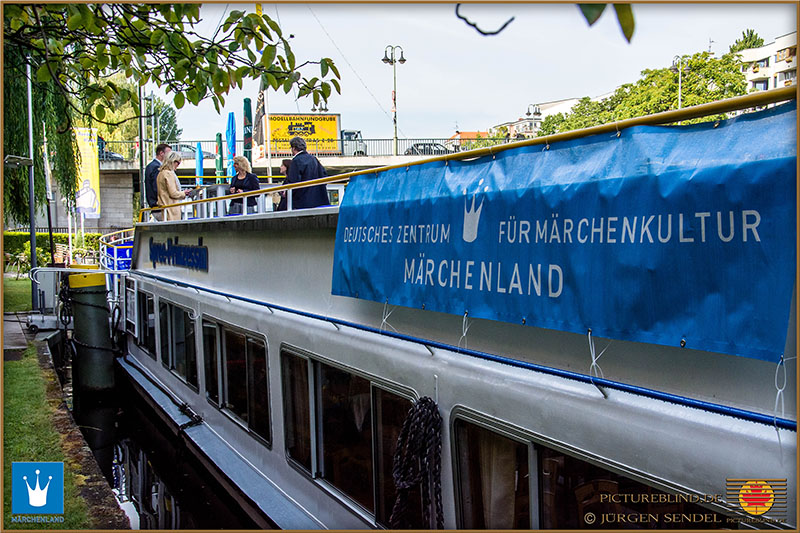
Spree-Prinzessin als Berliner Märchenschiff
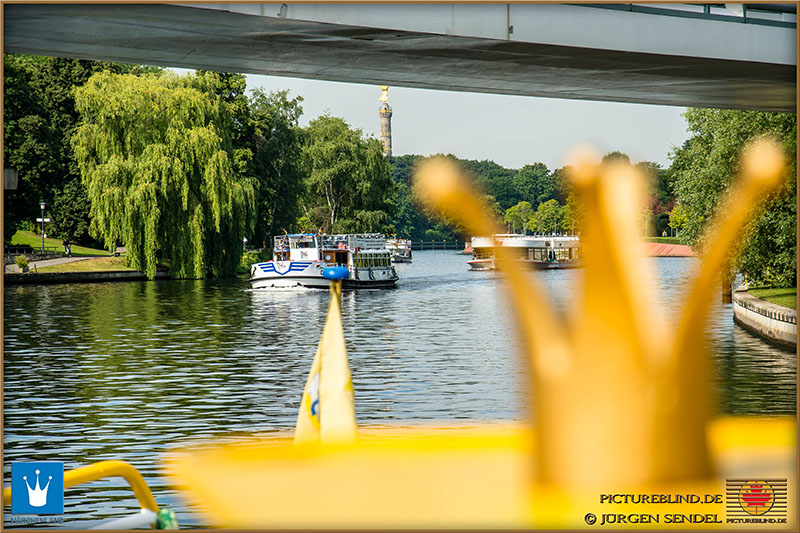
Das Märchenschiff auf der Spree

### 48 Stunden Neukölln
Die Reederei Riedel als damaliger Partner der Veranstaltung 48 Stunden Neukölln stellte jährlich die Spree-Prinzessin zur Verfügung, um Kunstinteressierten auf dem Wasserweg von der Wildenbruchbrücke aus verschiedene Ausstellungsorte zu zeigen bzw. sie zu diesen zu bringen.

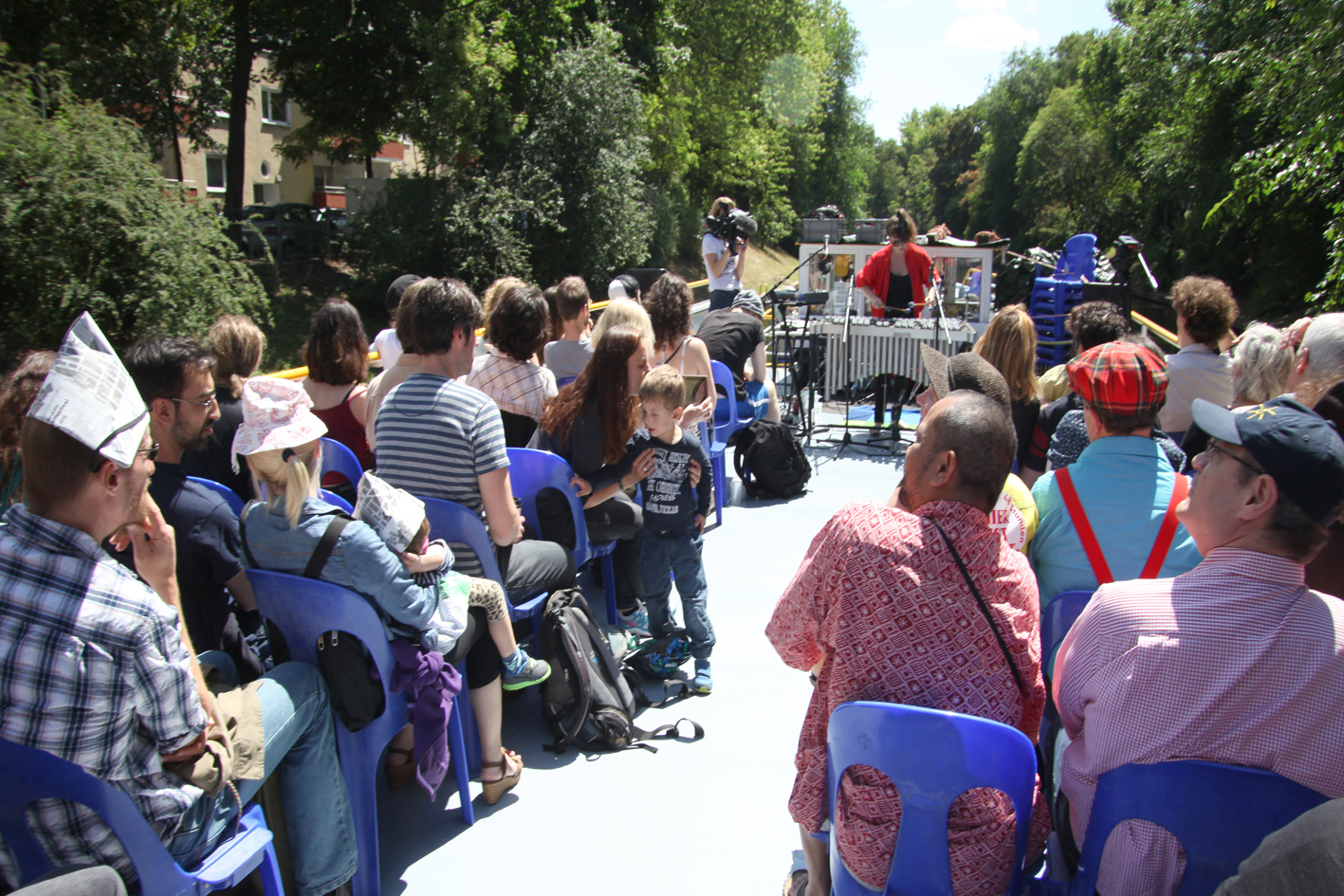
Spree-Prinzessin zu 48 Stunden Neukölln 2015
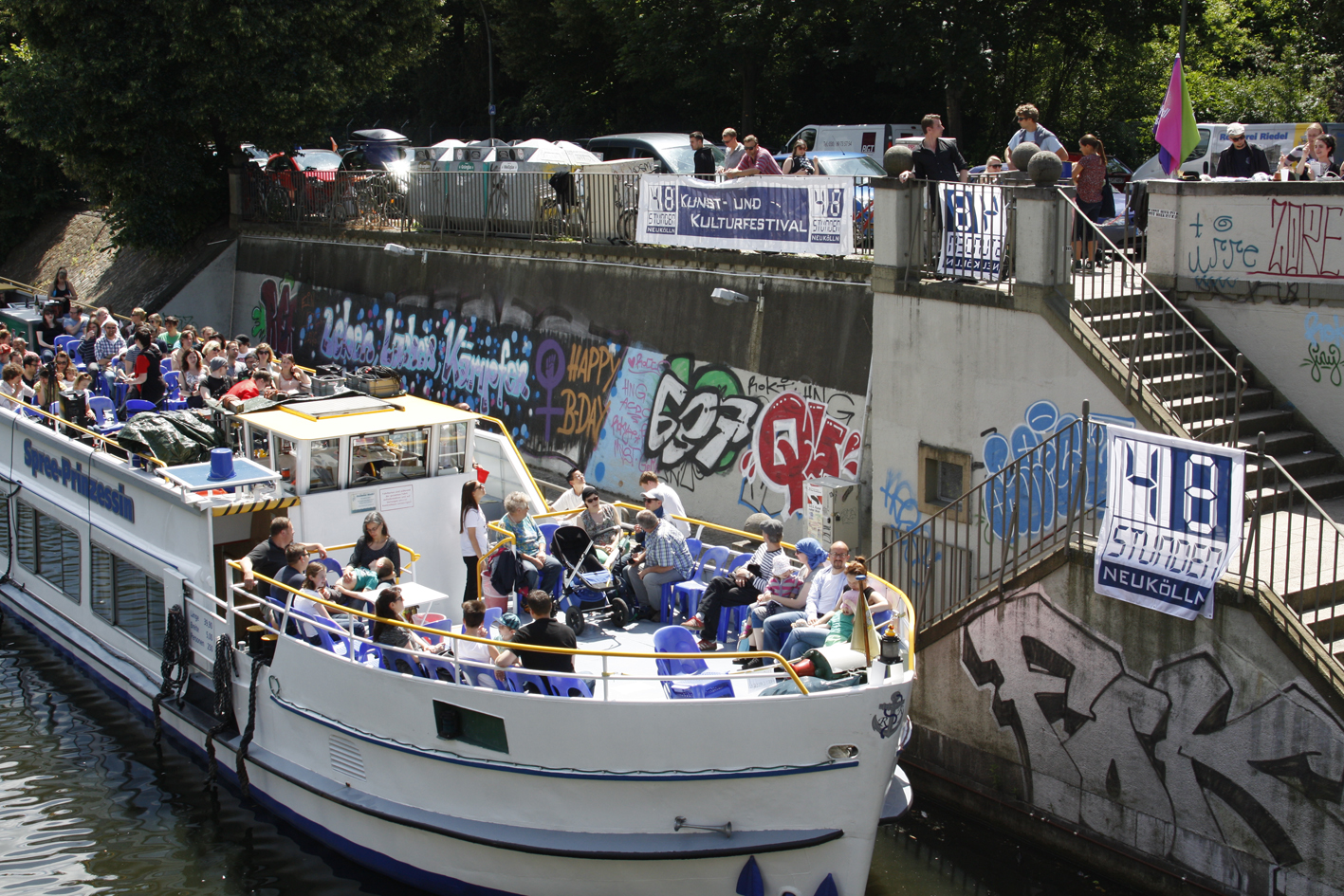
Spree-Prinzessin an der Wildenbruchbrücke

### Restaurantschiff in Schmöckwitz
Seit Mitte Juni 2022 liegt die Spree-Prinzessin ohne Namenszug am Hotel Das Schmöckwitz im Südosten Berlins als Restaurantschiff.

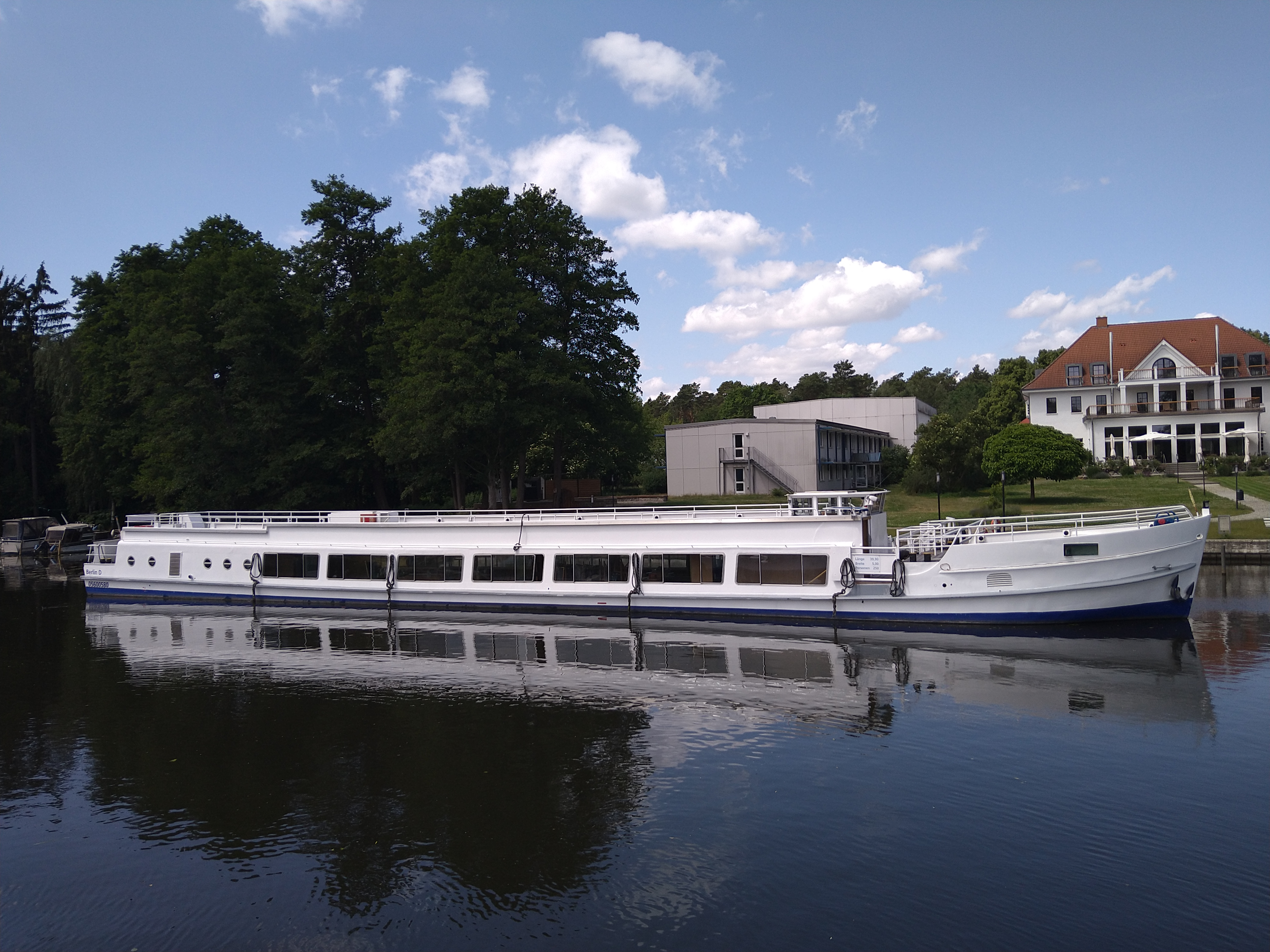
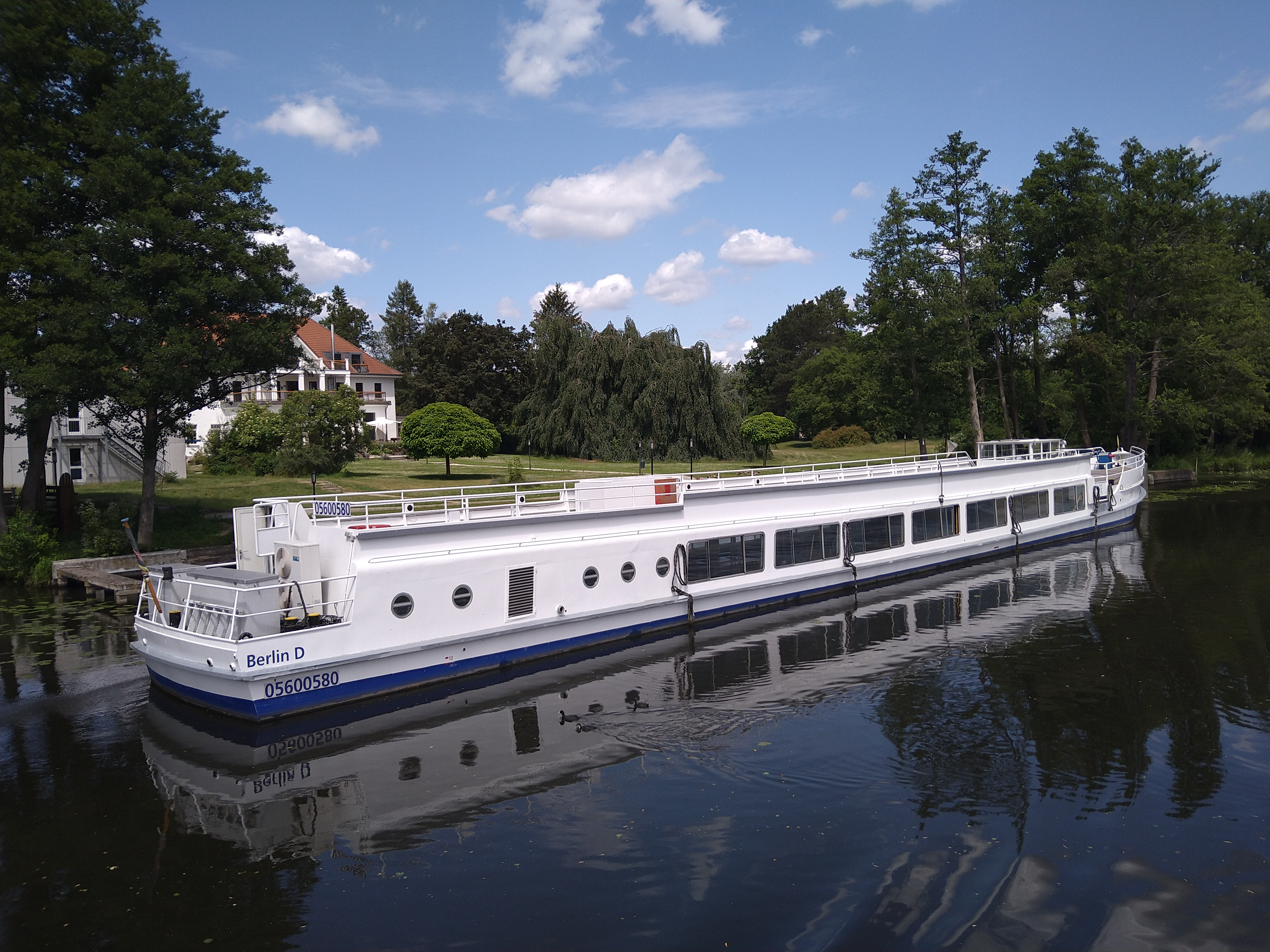